# Macaco (groupe)
Pour les articles homonymes, voir Macaco.
Macaco est un groupe (one man band) de rock espagnol, originaire de Barcelone, en Catalogne. Il est formé en 1997 par Daniel « El Mono loco » Carbonell, seul membre constant du groupe.
Les membres, originaires de divers pays comme le Brésil, le Cameroun, le Venezuela ou encore l'Espagne, donne à sa musique une couleur métissée (musica mestiza), aux accents electro de musique latine et de rumba. Ils chantent principalement en castillan, mais aussi en portugais, français, anglais et italien.

## Biographie

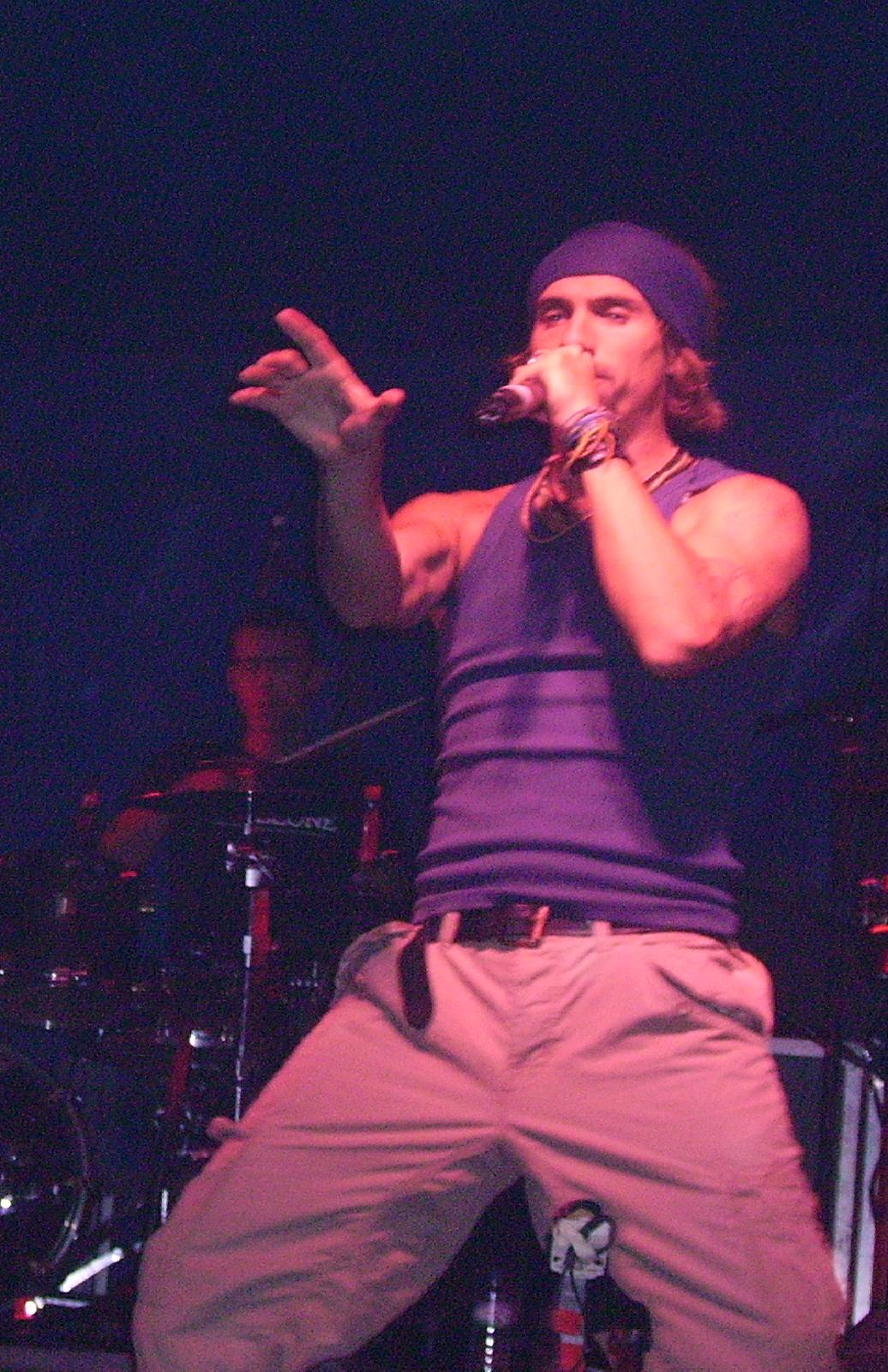
Macaco, en concert à Badajoz, en octobre 2006.

Macaco est formé en 1997 à Barcelone, et mené par Daniel « El Mono loco » Carbonell. Les membres, originaires de divers pays comme le Brésil, le Cameroun, le Venezuela et l'Espagne, font don à la musique du groupe d'accents electro, de musique latine et de rumba. Ils chantent dans différentes langues, entre autres, en castillan, portugais, français, anglais, catalan et italien.
Le premier album du projet, intitulé Mono en el ojo del tigre (Edel, 1999), est publié en Espagne, France, Italie, Belgique, Suisse, Suède, aux Pays-Bas, en Autriche et en Argentine. David Byrne remixe Delaveraveraboom, et invite Macaco à se produire avec Los de Abajo et King Changó.
Avec Ojos de Brujo, Chico Ocaña, (Mártires del Compás) l'italien Roy Paci, (Mau Mau, Radio Bemba) le brésilien Lenine et les sénégalais Touré Kunda comme invités, l'album Rumbo submarino (Edel, 2001) est bien accueilli par la presse, et joué dans les principaux festivals européens, du Womad al Grec, de Popkomm au La Mar de Músicas, du Couleur Café à l'Etnosur. Après plus de soixante-dix concerts en 2002, Macaco travaille sur Bari, avec Carlos Jean sur Back to the Earth et avec Amparanoia sur Enchilao, puis prend part aux bandes son de Amnesia (2002), de Gabriele Salvatore (Óscar du meilleur film étranger avec Mediterráneo), Darkness (2002) de Jaume Balagueró (Mélies d'or au Festival de Sitges) et de A mas (2002) de Xavi Rivera, dans lequel il interprète un petit rôle avec l'actrice Najwa Nimri.
Macaco fonde son propre éditeur (el Murmullo) et son label (Mundo Zurdo, pour enregistrer un disque, Entre raices y antenas, sorti en 2004).
En 2006, il publie un nouvel album, Ingravitto, qui fait participer Mari de Chambao, Naçao Zumbi, Bnegao, Muchachito Bombo Infierno, et Caparezza ; et qui comprend Sideral comme premier single. En 2009 sort son nouveau clip, en collaboration avec National Geographic, intitulé Moving. Y apparaissent plusieurs artistes reconnus mondialement comme Juan Luis Guerra,  Juanes, ou des  acteurs comme Javier Bardem et Javier Camara. Leur chanson "Hacen Falta Dos" figure sur le jeu FIFA 10.
En 2015, il sort son nouvel album, Historias tattooadas,qui comprend le morceau-titre, listé dans les charts Top Latin Songs - Pop México de Monitor Laatino,.

## Discographie

### Albums studio
- 1999  : El Mono en el ojo del tigre (Edel) (participation d'Amparanoïa)
- 2002  : Rumbo submarino (Edel)
- 2004  : Entre raices y antenas (Mundo Zudo - EMI)
- 2006  : Ingravitto (Mundo Zudo - EMI)
- 2009  : Puerto Presente (Mundo Zurdo - EMI)
- 2010 : El vecindario (Mundo Zurdo - EMI)
- 2012 : El Murmullo del fuego (Mundo Zurdo - EMI, 2012)
- 2015 : Historias tattooadas (Mundo Zurdo / Sony Music)

### Participation
- 2002 : Espinita avec le groupe Banda Ionica (sur l'album Matri Mia)